# أكسوس (بيلا)
أكسوس (Αξός) هي مدينة في بيلا في مقاطعة فوريا إلادا في اليونان.
يبلغ عدد سكانها حوالي 1201   نسمة.